# Alfons Górnik
Alfons Górnik (ur. 26 marca 1886 w Kuźni Raciborskiej, zm. 8 grudnia 1939 w Katowicach) – polski prawnik, polityk, pierwszy polski burmistrz Katowic po przyłączeniu ich 20 czerwca 1922 r. do nowo powstałego państwa polskiego.

## Życiorys
Alfons Górnik urodził się w Kuźni Raciborskiej 26 marca 1886 roku. Ojciec był kupcem. Alfons ukończył gimnazjum w Koźlu. Maturę zdał w Mysłowicach w 1905 roku. Następnie ukończył studia prawnicze na Uniwersytecie Wrocławskim. Doktorat nauk prawniczych uzyskał na Uniwersytet Fryderyka Wilhelma w Berlinie. Pracował najpierw w Opolu, od 1914 w magistracie w Gliwicach. Od 1919 roku był radcą prawnym w Katowicach. W okresie plebiscytu był prezesem Komisji Międzysojuszniczej, bronił interesów polskich Ślązaków. W 1921 roku został wybrany na członka Rady Ludowej. W październiku 1921 roku desygnowany na pierwszego polskiego burmistrza Katowic.
Jego kadencja, która przypadła w okresie od 6 lutego 1922 do 27 kwietnia 1928, była jedną z trudniejszych w dziejach miasta, a burmistrz Górnik zasłużył się w łagodzeniu konfliktów pomiędzy propolskimi i proniemieckimi ugrupowaniami politycznymi. Znając języki polski i niemiecki, organizował pracę w urzędzie miejskim, gdzie niemal wszyscy pracownicy mówili tylko po niemiecku. Niemcy uprawiali sabotaż. Za kadencji Górnika rozwinięto infrastrukturę miejską: wodociągi, gazownie, kanalizację, tereny zieleni. Założono Miejski Ogród Botaniczny. Wznoszono domy mieszkalne. Powstał nowy szpital i szkoły. W 1926 roku Górnik zrezygnował z funkcji publicznych.
Alfons Górnik zmarł po ciężkiej chorobie w Katowicach 8 grudnia 1939. Został pochowany na cmentarzu przy ul. Henryka Sienkiewicza w Katowicach. Pozbawiony opieki grób prezydenta nie zachował się. Po 1945 jego rodzina została uznana za Niemców i deportowano ją za Odrę.
Władze Katowic upamiętniły pierwszego polskiego burmistrza miasta, nadając jego imię jednej z ulic w dzielnicy Koszutka. Alfons Górnik wspomniany został w sali ludzi powstań i okresu międzywojennego oraz w sali społeczników, polityków i ludzi administracji Panteonu Górnośląskiego w podziemiach katowickiej archikatedry.